# Mont Priaforà
Le mont Priaforà est un sommet des Alpes italiennes s'élevant à 1 659 m d'altitude, dans la commune de Velo d'Astico dans la province de Vicence en Vénétie (Italie). La montagne tient son nom d'un trou (foro en italien) dans la roche d'un diamètre supérieur à 3 mètres et visible à l'œil nu à plusieurs kilomètres. On y célèbre une fête le premier dimanche du mois d'août à l'alpage de Campedello, situé à 30 minutes du sommet.